# Ulick Burke, 1. Marquess of Clanricarde

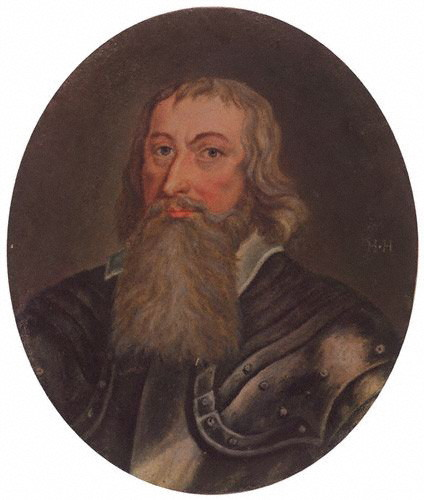
Ulick Burke, 1. Marquess of Clanricarde

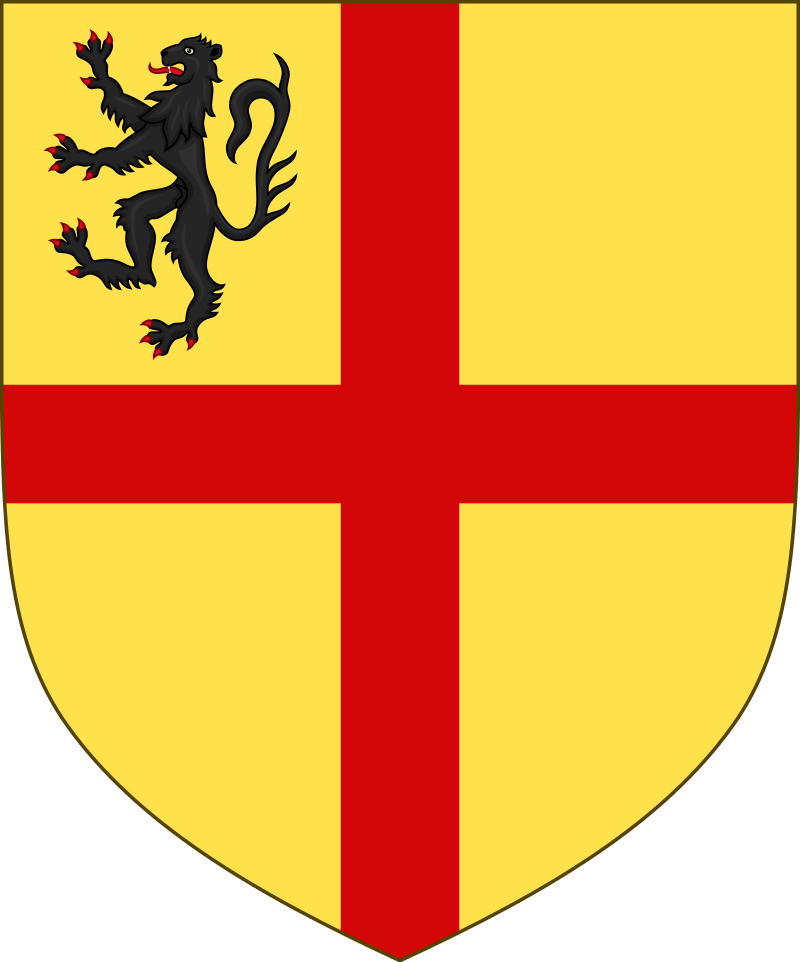
Wappen des Ulick Burke, 1. Marquess of Clanricarde

Ulick Burke, 1. Marquess of Clanricarde  (* 1604 in London; † April 1658 in Kent) war ein anglo-irischer Adliger und Feldherr.

## Leben
Ulick Burke war der Sohn von Richard Burke, 4. Earl of Clanricarde (1572–1635) und Frances Walsingham († 1632), Tochter des Sir Francis Walsingham. Beim Tod seines Vaters 1636, erbte er dessen irische Adelstitel als 5. Earl of Clanricarde, dessen englische Adelstitel als 2. Earl of St. Albans, den Familiensitz Somerhill House in Kent nebst umliegender Ländereien, sowie weitere Ländereien in den irischen Counties Galway, Westmeath, Mayo, Roscommon und King’s County.
1636 wurde er Gouverneur von Galway. Anlässlich der Investitur des Prince of Wales als Knight of the Garter wurde er im Mai 1638 zum Knight Bachelor und zum Knight of the Bath geschlagen.
Während des englischen Bürgerkriegs war Burke Unterstützer von Karl I. und stand damit im Widerspruch zu Oliver Cromwell. Dieser Konflikt führte 1645 zur Beschlagnahmung von Somerhill House durch das Parlament. Er kämpfte an der Seite von James Butler, 1. Duke of Ormonde in den Jahren der irischen Konföderationskriege. Am 21. Februar 1646 wurde ihm der irische Titel Marquess of Clanricarde verliehen. Von 1650 bis 1652 hatte er das Amt des royalistischen Lord Deputy General of Ireland inne. Er war Kommandant der siegreichen royalistischen Truppen in der Schlacht von Tecroghan (19. Juni 1650). In der Schlacht von Meelick Island (25. Oktober 1650) wurden seine Truppen jedoch vernichtend geschlagen und Burke musste, wie viele andere Heerführer, schließlich 1652 Frieden mit Oliver Cromwell schließen; er verlor 1652 alle seine Titel und Besitztümer. Zehn Jahre später, nach dem Wiedereinsetzen der Monarchie, erhielt er Titel und Ländereien zurück und wurde voll rehabilitiert.

## Ehe und Nachkommen
1622 hatte er Lady Anne Campten († 1675), die Tochter von William Compton, 1. Earl of Northampton, geheiratet. Aus dieser Ehe hinterließ er eine Tochter:
- Lady Margaret Bourgh († 1698), ⚭ (1) um 1660 Charles MacCarty, Viscount Muskerry († 1665), Sohn des Donough MacCarty, 1. Earl of Clancarty, ⚭ (2) 1676 Robert Villiers (um 1656–um 1684), ⚭ (3) nach 1684 Robert Feilding (1651–1712).